# Debora (opera)

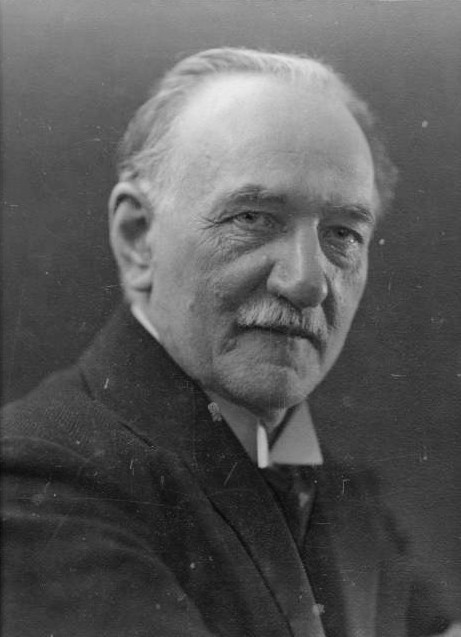
Josef Bohuslav Foerster (fotografie Ignáce Šechtla)

Debora je opera (zpěvohra) (Op. 41) o třech jednáních českého skladatele Josefa Bohuslava Foerstera na libreto českého spisovatele Jaroslava Kvapila podle populární hry vídeňského dramatika Salomona Hermanna Mosenthala Deborah z roku 1848. Poprvé byla provedena dne 27. ledna 1893 v Národním divadle v Praze.

## Vznik a historie díla
Hra vídeňského Salomona Hermanna Mosenthala z revolučního roku 1848 byla v Praze velmi známá. Stavovské divadlo ji poprvé uvedlo a obrovským úspěchem brzy po hamburské premiéře dne 31. května 1849, hrála se i v češtině v Prozatímním divadle (premiéra 26. dubna 1872). Byla to první úspěšná divadelní hra, která si, byť v dobově podmíněné formě, brala za téma vztahy většinového křesťanského obyvatelstva a židovské náboženské menšiny, a zejména útisk a ponížení židů. Tuto látku si zvolil dramatik a režisér Jaroslav Kvapil a roku 1890 ji podstatně upravil a zveršoval na libreto, které nabídl skladateli Josefu Bohuslavu Foersterovi, který nedlouho předtím napsal na Kvapilova slova sbor Česká píseň. Děj příběhu přitom přeložil z původního Štýrska do pohraniční vsi v Čechách.

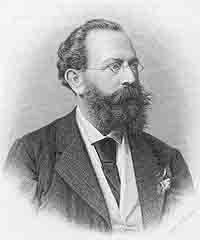
Salomon Hermann Mosenthal (1821–1877)

J. B. Foerster měl v té době právě za sebou první významné vokální a instrumentální skladby, mj. svou první symfonii (1888) a rozsáhlý smíšený sbor s doprovodem orchestru Hymnus andělů (1889). Tyto zkušenosti hodlal zúročit v opeře, k níž se obrátil i díky svému sňatku s pěvkyní Bertou Lautererovou (1888). Debora jej zaujala jak dramatickou postavou hlavní hrdinky, tak náboženským a etickým obsahem, který byl pro Foerstera zásadní. Na opeře začal ihned pracovat a již na jaře roku 1891 měl hotovu jak plnou partituru, tak klavírní výtah.
Opera byla přijata pražským Národním divadlem a provedena dne 27. ledna 1893 v Národním divadle v Praze se skladatelovou manželkou v titulní úloze. Kritikou byla přijata vlídně, konaly se však zprvu jen tři reprízy.

## Charakteristika díla
Přestože námět Mosenthalovy činohry nebyl na českém jevišti neznámý, je Foersterova Debora první operou s realistickým námětem z českého venkova. Ten byl do té doby v české opeře přítomen jen v komicko-idylické představě Smetany či Dvořáka. Přestože i v Deboře se objevují folkloristické prvky, například scéna dožínkové slavnosti ve třetím dějství, lid je současně předveden jako nositel náboženské nesnášenlivosti a rasových předsudků. Příznačné je třeba i to, že čeledín Jakub, který nejlépe odpovídá lidovému typu české „koženkové opery“, v prvním dějství šíří nejhorší protižidovské pomluvy a vyzývá lid k násilí proti židům, zatímco ve třetím dějství se mění v dobromyslně komickou figurku, který popleteným projevem při lidové veselici holduje hospodáři a hospodyni. Venkovský realismus v ještě tragičtější a modernější podobě Foerster zpracoval ve své následující opeře Eva.
Přitom však realismus nebyl Foersterovým hlavním zájmem. Již v této jeho operní prvotině se projevuje zájem o etické otázky, humanistickou ideu, náboženské zaujetí až mystický spiritualismus, který v dalším díle dále narůstal. V případě Debory jeho zaujetí platilo zejména postavě hlavní hrdinky, jejíž vášnivá láska musí projít přerodem a pomocí soucitu, odpuštění, sebeobětování a lásky k bližnímu dosáhne teprve pravého duchovního rozměru. Toto základní téma je centrální i pro všechny pozdější Foersterovy opery. Jak píše František Pala, „nad realistickou vrstvou je rozestřen svět mystické tuchy a naděje“.
Silně věřící Foerster tuto myšlenku provazuje v Deboře s atmosférou Velikonoc, a to nejen jako dějového pozadí pro 1. a 2. jednání, ale i pro celkové zapojení do cyklu utrpení, tmy a vzkříšení. Na Velký pátek se odehrává velký konflikt v prvním dějství; Bílou sobotu charakterizuje nářek staré židovky, která cítí svůj národ opuštěný Bohem, klam, nedorozumění a konečně Debořina kletba. Rozsáhlé pasáže církevních zpěvů v obou dějstvích – úvodní čtyřhlasý chorál v prvním dějství a jednohlasý zpěv ve 2. dějství –mají dramatickou funkci, navíc dokládají skladatelovu zběhlost v církevní hudbě (byl žákem varhanické školy Františka Zdeňka Skuherského). Zato téma vzkříšení zpracovává 3. dějství, ve kterém křesťanská idea z vnějších okolností přechází do vnitřního života postav, především Hany, jak je vyjadřuje její ukolébavka a modlitba při klekání.
Zásadně etický přístup měl dopad i na Foersterovo dramaturgické zpracování látky. Přestože Debora obsahuje některé silně dramatické scény, obsažené již v činoherní předloze, hlavní důraz je kladen na vnitřní život postav. Nejvíce jsou charakterizovány ženské postavy. Titulní Debora je jediná, která prochází charakterovým vývojem od milostné vášně přes nenávist a prokletí až k vykoupení. Ona je také hybatelem děje, i hudebně její motivy přinášejí dynamiku a disonanci s převládajícím hudebním pozadím, například v kontrastu s chorálem ve II. dějství nebo s harmonickým zpěvem Hany a Josefa ve 3. dějství. Proti ní je postavena Hana, spíše abstraktní zosobnění „něhy, svatosti a mateřství“ než samostatný charakter. Stejně tak stará židovka, vystupující v jediné scéně, je především symbolickou postavou. Mužské postavy jsou v jejich stínu: Josef zrcadlí city Debory a Hany, Vavřinec, farář a Jakub jsou epizodní lidové typy.
Z hudebního hlediska se Debora pohybuje ve wagnerovsko-smetanovském proudu. Hudba plyne v jednotném a nepřetržitém proudu, pracuje s důsledně rozvrženými příznačnými motivy (8 hlavních). Recitativ je vždy hudebně i deklamačně propracován a snadno přechází v arioso. Vnitřní svět postav je vyjádřen řadou kantabilních momentů, včetně ansámblů. Zvláště působivě jsou zachyceny duševní stavy postav potácejících se mezi nadějí a zoufalstvím, totiž Debory a staré židovky. Již v Deboře j plně přítomna řada příznačných rysů Foersterovy operní tvorby: kombinace dramatičnosti a lyričnosti (s akcentem na to druhé), originální a propracovaná harmonie, volná polyfonie s důrazem na střední hlasy. Hudba obsahuje ohlasy lidových melodií a tanců, ačkoli značně zušlechtěné a stylizované, mezi nimiž zaujímá zvláštní místo pomalý trojdobý rytmus sousedské, ke kterému se Foerster pravidelně vracel. Vedle toho skladatel využívá postupů vycházejících z tradice církevní hudby, a to nejen ve sborech a modlitbách, ale též v centrálním výstupu staré židovky plném „tragického patosu biblických žalmů“.
Z dramatického i hudebního hlediska nestojí Debora příliš za nejznámější Foersterovou operou Evou. Překážkou jejího častějšího uvádění byl její námět. Mosenthalovo, Kvapilovo a Foersterovo pojetí konfliktního vztahu křesťanství a židovství bylo vždy obtížné adekvátně inscenovat. Navíc původně biedermeierovský výchovný a sentimentální příběh, který skladatel a libretista ještě obohatili o křesťanské moralizování, je v moderní době považován za „poněkud kýčovitý a larmoyantní“.

## Inscenační historie opery

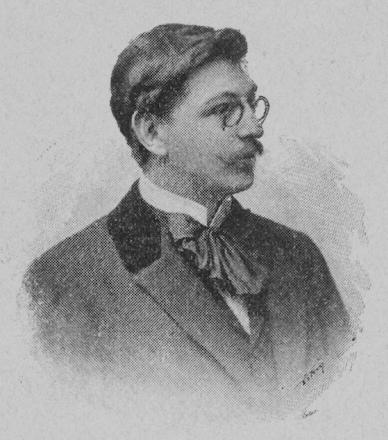
Jaroslav Kvapil (1897)

Po prvních čtyřech představeních roku 1893 nebyla Debora hrána. Až úspěch dalších Foersterových oper Evy a Jessiky ji opět přivedl do repertoáru, nejprve v Národním divadle v Brně roku 1907 (hráno pod názvem Debora aneb Křesťan a židovka) a poté v Městském divadle na Královských Vinohradech (1914-17). Ve dvacátých letech 20. století byla hrána opět v Brně (1920), Plzni (1923), Moravské Ostravě (1924), Pardubicích a Hradci Králové (1927) a opět v pražském Národním divadle (1930). Po druhé světové válce byla nejprve inscenována v Olomouci roku 1946 a pak roku 1949 opět v Národním divadle, k poctě 90. narozenin skladatele. Tam také 29. prosince 1949 zazněla na jevišti prozatím naposledy.
Pouze jednou tato opera pronikla mimo české země, totiž do Slovenského národního divadla v Bratislavě (premiéra 22. září 1926).

## Osoby a první obsazení
| osoba                                                                         | hlasový obor | premiéra (27.1.1893) |
| ----------------------------------------------------------------------------- | ------------ | -------------------- |
| Vavřinec, rychtář                                                             | bas          | Vilém Heš            |
| Josef, jeho syn                                                               | baryton      | Bohumil Benoni       |
| Farář                                                                         | bas          | Václav Viktorin      |
| Hana, jeho schovanka                                                          | soprán       | Johana Weisová       |
| Debora                                                                        | soprán       | Berta Foersterová    |
| Stará židovka                                                                 | alt          | Marie Klánová        |
| Jakub, rychtářův pacholek                                                     | tenor        | Adolf Krössing       |
| Dirigent: Adolf Čech, režisér: František Kolár, choreografie: Augustin Berger |              |                      |

## Děj opery

### 1. dějství
(Na českém venkově, před kostelem, o Velkém pátku, v době josefinské, k večeru) Skončila velkopáteční bohoslužba a z kostela vychází lid (sbor Z hlubin bolů, z hlubin touhy). Pohnuta kázáním se Hana ptá faráře, jak může nejlépe naplnit Kristovo poselství. Farář jí poradí, ať pomáhá ubohým a opuštěným. Hana hned ví, komu by mohla pomoci. Stranou od lidí, v polorozpadlém domě za vesnicí, našla útočiště trpící rodina - nemocná stará žena, malé děcko a krásná dívka (árie Hany Ó, kterak v duši cítím kouzlo víry). Čeledín Jakub ji však varuje: jsou to uprchlí polští židé a antikristi (zpěv Ó, běda, duch se slov těch hrozí). Jistě sem přišli podvádět, loupit, pálit a vraždit. I lid se rozohňuje – jak by bylo možné soucítit s těmi, kdo nám umučili Krista (sbor Hrůza! Zabte ji!)? Hana, farář ani rychtář Vavřinec nejsou schopni hněv potlačit.
V tomto nepříznivém okamžiku se objeví zmatená Debora, zmiňovaná židovská dívka (Já hledám – ne – já – nikoho). Jakub hned popuzuje vesničany proti ní: přišla krást křesťanské děti pro židovské obřady. Lid, dosud zjitřený velkopáteční bohoslužbou, se chystá Deboru utopit. Rychtář je bezmocný, davu se však neohroženě postaví jeho syn Josef (árie Než dotkne se jí někdo ranou). Lid ustupuje, je mu však jasné, že Josef je židovkou uhranut. I jeho otec a farář jsou znepokojeni a připomínají mu, že je zaslíben Haně. Josef se však před knězem, otcem i snoubenkou přiznává ke své lásce k Deboře, pro niž je ochoten snést i vyhoštění z obce. Zlomený otec jej zapřísahá jménem mrtvé matky, aby neuvrhl rodinu v takovou hanbu (árie Ó, mluv, ó, mluv, že klamem všecko, synu). Vavřinec je zoufalý, i když se zdrží toho, aby syna proklel. Žádá o radu faráře a ten se domnívá, že dá-li rychtář židovské rodině peníze za to, když se z kraje odstěhuje, Josefovo poblouznění brzy pomine (árie faráře To nakvašené, horké mládí).
Přichází Josef. Ví, že jej za jeho lásku čeká opovržení, on ji však považuje za čistou a prosí Krista o požehnání (árie Co je to se mnou? Je to pravda, je to sen?). Chce vejít do kostela, ale objeví se Debora a zadrží jej: proč vzývat boha, který ji pronásleduje? Milenci se rozhodují, že z kraje společně odejdou (duet Ó, stůj a nejdi ve chrám dál).

### 2. dějství
(V krajině se stromy za hřbitovní kaplí o Bílé sobotě) Stará židovka hledá Deboru, pak se obrací k Bohu a vzpomíná na krásu dřívějších oslav židovských Velikonoc (árie Deboro! Kde dlíš, ó berlo… Kde dlíš, ó Bože, kde je tvoje moc?). Potkává ji Jakub, který byl svým hospodářem poslán, aby židovské rodině donesl peníze jako odstupné za to, že hned zítra odejdou. S odporem, ale i ulehčením je předává staré židovce a ta s díky přijímá (duet Hle, jedna z nich… Nech jen řečí, spěchej spíš).
Faráři, rychtáři Vavřincovi i Haně pak vyřizuje, že „židovka peníze převzala". Rychtář a farář vzdávají díky Bohu, jenž vyslyšel jejich modlitby a dokázal jim svou lásku. Hana se obává, že Josef bude touto zradou raněn, ale doufá, že se k ní navrátí (tercet faráře, Vavřince a Hany Bůh vyslyšel mé prosby vroucí). Josef přichází na schůzku s Deborou a přítomní ho zpravují o uzavřeném obchodu. Nechce zprávě věřit, ale farář i Hana jej ujišťují, že Debora ho pro měšec zlaťáků ráda opustila. Jeho otec mu bez okolků sděluje, že to on sám dal Deboru vyplatit. Josef je zradou své milované zničen (árie Ó tedy přece, ó Bože, Bože můj), farář i rychtář doufají, že se mladík z oblouznění brzy uzdraví (kvartet Mé duši nyní svítá). Hana se vemlouvá a připomíná Josefovi (árie Já, Josefe, to nebyla, jež chtěla zničit lásku tvoji) a ten její náklonnost přijímá. Všichni vstupují do kaple.
Přichází Debora, jež chce raději opustit svoji trpící rodinu, nežli svého milého. Na smluveném místě však Josefa hledá marně. Z kaple uslyší pobožný zpěv, připomínající zmrtvýchvstání Krista (árie se sborem Sem přijít má… Svaté tělo Krista). Vychází Josef a nic netušící Deboře tvrdě vyčítá zradu (zpět Ty zrádná, nemáš na tom dosti). Zoufalá Debora cítí naopak zradu na sobě, prosí Boha o odpuštění, že jej opustila (arietta Ó, kající se vracím k tobě, Pane') a volá po pomstě. Josefovi se její hněv oškliví a pokračuje ve výčitkách. Debora svolává kletbu na něho, na tu, která jí ho odloudila a i na jejich ještě nenarozené děti (árie A budiž klet a budiž kleta ta); odbíhá. Josef je vyděšen a zmaten: co když Debora mluvila pravdu a on na ní zhřešil (árie Ó, proklet, Bože budiž milostiv)? V úzkosti hledá útěchu v Hanině náručí.

### 3. dějství
(Prostranství za Josefovým statkem, po dvou letech) Vesnice slaví dožínky (sbor Vezem s polí klasy, úroda se daří). Jakub jménem čeledi podává hospodářům, tedy Josefovi a Haně, věnec klasů (arietta Hospodáři, tady nesem). Hana vlídně vyzve čeleď k tanci (polka, sousedská). Josef pak chasu propustí k muzice (zpěv Teď na polích již práce není více a opakování sboru).
Přibližuje se Debora v nuzných šatech: její hněv za dva roky nepolevil (Ó Bože, jsem tu zas). Vidí Hanu, jak zpívá ukolébavku své dcerce (píseň Tolik květů Pánbůh nasel v širý svět). Pohled na Josefovo dítě v Deboře oživí myšlenky na pomstu. Hana Deboru nepoznává a vidí v ní žebračku, kterou zve vlídně dále. Debora však odmítá almužnu i pokrm; je překvapena, že Bůh nevyslyšel její kletbu a Josefova rodina žije šťastně. Hanina laskavost a modlitba při klekání, v níž cituje příkaz otčenáše odpouštět hříšníkům, oslabuje Debořino předsevzetí. Skryje se a Hana ji marně hledá, zaražena jejím podivným chováním (árie Kde jsi, ženo? Snad odešla… My byli dosud zcela šťastni). Vypráví o ní Josefovi, ten je chvíli neklidný, ale věří, že jim osud přeje (árie Z těch přízraků, jež byly těžkým snem). Zatímco Josef a Hana zpívají o svém štěstí, v Deboře opět roste touha po pomstě (tercet Štěstí, štěstí, štěstí). Ale přesto jedna věc kalí Josefovo štěstí, výčitky svědomí vůči Deboře: kdo ví, jak se protlouká světem a zda je stále zatvrzelá či zda mu odpustila (árie Hleď, duše má, my tady žijem v štěstí). Hana odhání tyto myšlenky a utěšuje Josefa tím, že se za Deboru denně modlí.
Debořina pomstychtivost se rozplývá; nehodlá narušit štěstí těchto lidí, naopak odchází ulehčena smířením (árie Ó Bože, Bože, co to slyšela jsem?). Sklání se nad kolébkou a polibkem vrací mír dítěti i jeho otci; přitom se dozvídá, že Josef a Hana pojmenovali děvčátko jejím jménem. Teprve když Debora zmizí, uvědomí si Josef s Hanou, kdo je navštívil a dal jim požehnání.

## Nahrávky
Existuje jedna nahrávka opery, kterou pořídil Československý rozhlas v Praze roku 1959 ke 100. výročí skladatelova narození. Zpívají: (Vavřinec) Eduard Haken, (Josef) Theodor Šrubař, (farář) Karel Kalaš, (Hana) Jaroslava Vymazalová, (Debora) Drahomíra Tikalová, (Stará židovka) Věra Krilová, (Jakub) Antonín Votava. Pěvecký sbor Československého rozhlasu v Praze a Pražský rozhlasový orchestr řídí František Dyk. Snímek byl rekonstruován roku 2009 a téhož roku jej vydal Radioservis, a. s., ke 150. výročí na CD (CR0465-2).
Vedle toho vydal původně rozhlasové nahrávky tří úryvků z opery Radioservis, a.s., roku 2009, tedy v roce 150. výročí skladatelova narození, na CD Josef Bohuslav Foerster: Scény z oper (CR0461-2). Jsou to předehra v podání Symfonického orchestru Československého rozhlasu řízeného Rudolfem Vašatou z roku 1977, árii Josefa a jeho duet s Deborou na konci 1. dějství Co je to se mnou… Na srdci mém v podání Theodora Šrubaře a Drahomíry Tikalové ze zmíněné celkové nahrávky a polka z 3. dějství v podání Orchestru Národního divadla v Praze řízeného Josefem Chaloupkou z roku 1974.